# 2011-es magyar mű- és toronyugró-bajnokság
2011. augusztus 19. és augusztus 21. között került megrendezésre a margitszigeti Széchy Tamás uszodában a 2011-es magyar mű- és toronyugró-bajnokság.

## A versenyszámok időrendje
| augusztus 19., péntek                                             | augusztus 20., szombat                                | augusztus 21., vasárnap |
| ----------------------------------------------------------------- | ----------------------------------------------------- | ----------------------- |
| Férfiak. torony és torony szinkron Nők. torony és torony szinkron | Férfiak. 3 m és 3 m szinkron Nők. 3 m és 3 m szinkron | Férfiak. 1 m Nők. 1 m   |

## Versenyszámok

### Férfiak

#### 1 méteres műugrás
| Helyezés | Név           | Egyesület | Pont   |
| -------- | ------------- | --------- | ------ |
|          | Turi Marcell  | RLSE      | 273,20 |
|          | Kelemen Tamás | BVSC      | 246,80 |
|          | Bóta Botond   | BME       | 222,40 |

#### 3 méteres műugrás
| Helyezés | Név            | Egyesület | Pont   |
| -------- | -------------- | --------- | ------ |
|          | Habony Kristóf | RLSE      | 296.20 |
|          | Kelemen Tamás  | BVSC      | 279.65 |
|          | Turi Marcell   | RLSE      | 264.65 |

#### 3 méteres szinkronugrás
| Helyezés | Név                            | Egyesület | Pont   |
| -------- | ------------------------------ | --------- | ------ |
|          | Turi Marcell / Habony Kristóf  | RLSE      | 296.91 |
|          | Kelemen Tamás / Ladocsi András | BVSC      | 227.40 |

#### 10 méteres toronyugrás
| Helyezés | Név           | Egyesület | Pont   |
| -------- | ------------- | --------- | ------ |
|          | Hajnal András | SzHSE     | 327.75 |
|          | Turi Marcell  | RLSE      | 295.40 |
|          | Tóth Gergely  | SzHSE     | 169.75 |

#### 10 méteres szinkronugrás
| Helyezés | Név                           | Egyesület | Pont   |
| -------- | ----------------------------- | --------- | ------ |
|          | Habony Kristóf / Turi Marcell | RLSE      | 259.80 |

### Nők

#### 1 méteres műugrás
| Helyezés | Név                  | Egyesület | Pont   |
| -------- | -------------------- | --------- | ------ |
|          | Kormos Villő         | RLSE      | 224,15 |
|          | Reisinger Zsófia     | RLSE      | 178,65 |
|          | Milánkovich Dorottya | BME       | 113,40 |

#### 3 méteres műugrás
| Helyezés | Név                  | Egyesület | Pont   |
| -------- | -------------------- | --------- | ------ |
|          | Kormos Villő         | RLSE      | 250.05 |
|          | Mátyás Melinda       | BME       | 194.95 |
|          | Milánkovich Dorottya | BME       | 127.10 |

#### 3 méteres szinkronugrás
| Helyezés | Név                             | Egyesület | Pont   |
| -------- | ------------------------------- | --------- | ------ |
|          | Reisinger Zsófia / Kormos Villő | RLSE      | 244.86 |
|          | Platthy Viktória / Czoch Blanka | RLSE      | 204.60 |
|          | Szabó Dóra / Ancsin Boglárka    | RLSE      | 152.43 |

#### 10 méteres toronyugrás
| Helyezés | Név              | Egyesület | Pont   |
| -------- | ---------------- | --------- | ------ |
|          | Kormos Villő     | RLSE      | 259.85 |
|          | Reisinger Zsófia | RLSE      | 227.15 |
|          | Mátyás Melinda   | BME       | 209.05 |

#### 10 méteres szinkronugrás
| Helyezés | Név                             | Egyesület | Pont   |
| -------- | ------------------------------- | --------- | ------ |
|          | Reisinger Zsófia / Kormos Villő | RLSE      | 245.40 |
|          | Platthy Viktória / Czoch Blanka | RLSE      | 167.60 |